# Picaflors de Cebu
El picaflors de Cebu (Dicaeum quadricolor) és un ocell de la família dels diceids (Dicaeidae).

## Hàbitat i distribució
Habita els boscos de l'illa de Cebu, a les Filipines.